# Taekwondo-Weltmeisterschaften 1977
Die 3. Taekwondo-Weltmeisterschaft 1977 fand vom 15. bis 17. September 1977 in Chicago statt. Es war die erste Weltmeisterschaft, die nicht in Südkorea, dem Ursprungsland des Taekwondosports, ausgetragen wurde.
Insgesamt wurden 8 Wettbewerbe in unterschiedlichen Gewichtsklassen ausgetragen. Wettbewerbe für Frauen gab es noch nicht. Es nahmen 720 Athleten aus 46 Ländern teil.

## Ergebnisse

### Männer
| Gewichtsklasse | Gold          | Silber           | Bronze            |
| -------------- | ------------- | ---------------- | ----------------- |
| - 48 kg        | Song Ki-yul   | Jaime de Pablos  | Turgay Ertugrul   |
| - 48 kg        | Song Ki-yul   | Jaime de Pablos  | Sheu Jiomshi      |
| - 53 kg        | Ha Suk-kwang  | Jorge Ramírez    | Francisco García  |
| - 53 kg        | Ha Suk-kwang  | Jorge Ramírez    | Moritz von Macher |
| - 58 kg        | Kim Yong-ki   | Hour Waeishing   | Reynaldo Salazar  |
| - 58 kg        | Kim Yong-ki   | Hour Waeishing   | Helmut Stoppe     |
| - 63 kg        | Park Chung-ho | Greg Fears       | Frédéric Kovassi  |
| - 63 kg        | Park Chung-ho | Greg Fears       | Peter Salm        |
| - 68 kg        | Hwang Mingder | Choi Jae-chun    | Eduardo Merchán   |
| - 68 kg        | Hwang Mingder | Choi Jae-chun    | Ernie Ryes        |
| - 74 kg        | Yoo Yong-hap  | Théophile Dossou | Rainer Müller     |
| - 74 kg        | Yoo Yong-hap  | Théophile Dossou | Manuel Jurado     |
| - 80 kg        | Hur Song      | James Kirby      | Carlos Obregón    |
| - 80 kg        | Hur Song      | James Kirby      | Manuel Salcedo    |
| + 80 kg        | Ahn Jang-shik | Lin Yingpeng     | John Holloway     |
| + 80 kg        | Ahn Jang-shik | Lin Yingpeng     | Dirk Jung         |

## Medaillenspiegel
| Platz | Land                | Gold | Silber | Bronze | Gesamt |
| ----- | ------------------- | ---- | ------ | ------ | ------ |
| 1     | Südkorea            | 7    | 1      | -      | 8      |
| 2     | Volksrepublik China | 1    | -      | -      | 1      |
| 3     | Vereinigte Staaten  | -    | 2      | 2      | 4      |
| 4     | Chinesisch Taipeh   | -    | 2      | 1      | 3      |
| 5     | Mexiko              | -    | 1      | 4      | 5      |
| 6     | Elfenbeinküste      | -    | 1      | 1      | 2      |
| 7     | Ecuador             | -    | 1      | -      | 1      |
| 8     | BR Deutschland      | -    | -      | 4      | 4      |
| 9     | Spanien             | -    | -      | 3      | 3      |
| 10    | Niederlande         | -    | -      | 1      | 1      |

## Quelle
- Ergebnisseite der WTF (englisch) (Abgerufen am 22. November 2010)